# Khwaja Ghar (distrikt)
Khwaja Ghar är ett distrikt i Afghanistan. Det ligger i provinsen Takhar, i den nordöstra delen av landet, 280 kilometer norr om huvudstaden Kabul.
Distriktet beräknades år 2022 ha cirka 79 000 invånare.